# Farní sbor Českobratrské církve evangelické v Kolíně
Farní sbor Českobratrské církve evangelické v Kolíně je sborem Českobratrské církve evangelické v Kolíně. Sbor spadá pod Poděbradský seniorát.
Farářkou sboru je Romana Čunderlíková, kurátorem sboru Jan Dobeš.
Sbor byl založen na základě výnosu Vrchní církevní rady ve Vídni ze dne 16. května 1868 jako reformovaný. Kostel byl vystavěn roku 1871 na pozemku darovaném prvním kurátorem sboru Josefem Sixtou (1821–1885).

## Faráři sboru
- Čeněk Dušek (1869–1918)
- Jan Kučera (1918–1920)
- Jan Řezníček (1920)
- Miloslav Novák (1920–1938)
- Jaroslav Vanča (1940–1943)
- František Marounek (1953–1961)
- Josef Kejř (1963–1973)
- Miroslav Frydrych (1973–1996)
- Helena Junová (1997–2003)
- Blahoslav Matějka (2002–2011)
- Magdalena Ondrová (2011–2020)
- Romana Čunderlíková (2021–